# Charles III. de Rohan
Charles III. de Rohan (* 30. September 1655; † 10. Oktober 1727 auf Schloss Rochefort-en-Beauce bei Dourdan) war ein französischer Aristokrat aus dem Haus Rohan.

## Abstammung und Stand
Charles III. de Rohan war der älteste Sohn von Charles II. de Rohan, 4. Duc de Montbazon, 5. Prince de Guémené, und Jeanne Armande de Schomberg. Er war 1692/99 5. Duc de Montbazon, 6. Prince de Guémené, Comte de Sainte-Maure, de La Haye et de La Nouastre, Pair de France (den Eid dazu legte er am 30. Juni 1692 vor dem Parlement ab).

## Ehe und Nachkommen
Am 19. Februar 1678 heiratete er in erster Ehe Marie-Anne d’Albert († 20. August 1679, 16/17 Jahre alt), Tochter von Louis Charles d’Albert, 2. Duc de Luynes, Pair de France, und Anne de Rohan. Sie starb ohne Nachkommen.
Am 2. Dezember 1679 heiratete Charles III. de Rohan in zweiter Ehe Charlotte Élisabeth de Cochefilet (* 1657; † 24. Dezember 1719), Comtesse de Vauvineux, Erbtochter von Charles de Cochefilet de Vaucelas, Comte de Vauvineux und Françoise Angélique Aubry. Aus der zweiten Ehe hatte er 15 Kinder:
- Charlotte (* 20. Dezember 1680;[5] † 20. September 1733); ⚭ (1) 5. Februar 1717[6] Antoine Gaspard François de Colins, Comte de Mortagne († 24. März 1720); ⚭ (2) 1729 Jean Antoine de Créquy, Comte de Canaples[7]
- Louis Henri (* Dezember 1681;[8] † 22. Januar 1689)
- François Armand (* 4. Dezember 1682; † 26. Juni 1717), genannt Prince de Montbazon; ⚭ 28. Juni 1698[9] Louise Julie de La Tour d’Auvergne-Bouillon, Dame de Château-Thierry (* 26. November 1679; † 21. November 1750), Tochter von Godefroy Maurice de La Tour d’Auvergne, Duc de Bouillon, und Maria Anna Mancini (Haus La Tour d’Auvergne)
- Anne Thérèse (* 15. Oktober 1684; † 2. November 1738[10] in Rouen), Äbtissin von Préaux (Diözese Lisieux), November 1729 Äbtissin von Notre-Dame-de-Jouarre
- Louis Charles Casimir[11] (* 6. Januar 1686; † 1748/49), Comte de Rochefort, Regularkanoniker im Ordre de Sainte-Croix-au-Verger im Anjou
- Tochter (* 29. November 1687; † klein), genannt Mademoiselle de Rochefort
- Hercule Mériadec (* 13. November 1688[12]; † 21. Dezember 1757), genannt Chevalier de Rohan, 7. Prince de Guémené, 1699/1726 6. Duc de Montbazon, Comte de Rochefort, Baron de Coupvray et du Verger, 1727 Seigneur de Chaumont, Pair de France; ⚭ 3. August 1718[13] Louise Gabrielle Julie de Rohan (* 11. August 1704; † nach 12. März 1741), Kanonikerin zu Jouarre, Tochter von Hercule Mériadec de Rohan-Soubise, Duc de Rohan-Rohan, Pair de France, und Anne Geneviève de Ventadour
- Marie Anne Bénigne (* August 1690; † 5. Februar 1743 in Paris), Äbtissin von Penthemont
- Marie Anne (* August 1690; † 18. August 1711), 1707 Nonne in Jouarre
- Angélique Éleonore (* 14. August 1691; † 1753), Nonne in Jouarre (Profess 27. Oktober 1709), 27. November 1729 Äbtissin von Preaux, 8. August 1731 Äbtissin von Marquette
- Charles (* 7. August 1693; † 25. Februar 1766), 1728 Prince de Rochefort, Comte de Rochefort, Lieutenant-général, Gouverneur von Nîmes; ⚭ 23. September 1722[14] Éléonore Eugénie de Béthisy de Mezières (* 1706; † 29. August 1757 in Zabern), Erbtochter von Eugène Marie de Béthisy, Marquis de Mezières, Lieutenant-général des Armées du Roi, Gouverneur von Amiens und Corbie, und Éléonore Sutton d’Ogletorp
- Armand Jules (* 10. Februar 1695, † 28. August 1762 in Zabern), Abt von Le Gard und Gorze, April 1715 Domherr in Straßburg, 28. Mai 1722 zum Erzbischof von Reims und Pair de France ernannt, geweiht 23. August 1722, krönte Ludwig XV. am 25. Oktober 1722
- Charlotte Julie (* 1. März 1696; † 3. April 1756 oder 23. Juli 1785), Nonne in Préaux
- Louis César Constantin (* 24. März 1697; † 11. März 1779 in Paris) Malteserordensritter, Oktober 1732 Domherr und Propst von Straßburg, 23. Mai 1734 Abt von Lyre, Mai 1748 Premier Aumonier des Königs, 1749 Abt von Saint-Epvre (Diözese Toul), 10. Juni 1753 Kommandeur im Orden vom Heiligen Geist, 1756 zum Bischof von Straßburg ernannt, 6. März 1757 geweiht, 1761 Kardinal; ⚭ 1729 NN († kurz danach)
- Tochter († 1715), Nonne zu Jouarre